# Distretto di Ganganagar
Il distretto di Ganganagar è un distretto del Rajasthan, in India, di 1 788 487 abitanti. È situato nella divisione di Bikaner e il suo capoluogo è Ganganagar.